# Euplexia conspicua
Euplexia conspicua är en fjärilsart som beskrevs av Turner 1943. Euplexia conspicua ingår i släktet Euplexia och familjen nattflyn. Inga underarter finns listade i Catalogue of Life.